# Bachmuschel
Die Bachmuschel, auch Gemeine oder Kleine Flussmuschel (Unio crassus), ist eine im Süßwasser, selten auch im Brackwasser lebende Muschel. Der Name Bachmuschel ist gebräuchlich geworden, als in den 1980er Jahren deutlich wurde, dass diese Art fast nur noch in den Oberläufen der Gewässer anzutreffen war. Allerdings ist die Art ursprünglich auch bis in die großen Flusssysteme von Elbe, Rhein und Donau hinein verbreitet gewesen und ist in Nordeuropa auch immer noch in großen Strömen anzutreffen. Daher wird der Name Bachmuschel von manchen Spezialisten als irreführend bezeichnet. In Deutschland beschränken sich jedoch Nachweise von vitalen und reproduzierenden Populationen dieser Art derzeit (2009) noch auf kleinere Flusssysteme und Bäche.

## Verbreitung
Sie lebt mit Ausnahme der Britischen Inseln in fast ganz Nord- und Mitteleuropa, ebenso in Osteuropa, aber nicht östlich des Ural bzw. Kleinasiens. In den Zuflüssen des Mittelmeers kommt sie nicht vor, es ist allerdings unklar, ob sie auf der Iberischen Halbinsel zu finden ist. Sie lebt manchmal in Gebieten, die höher als 600 Meter liegen.

## Körperbau

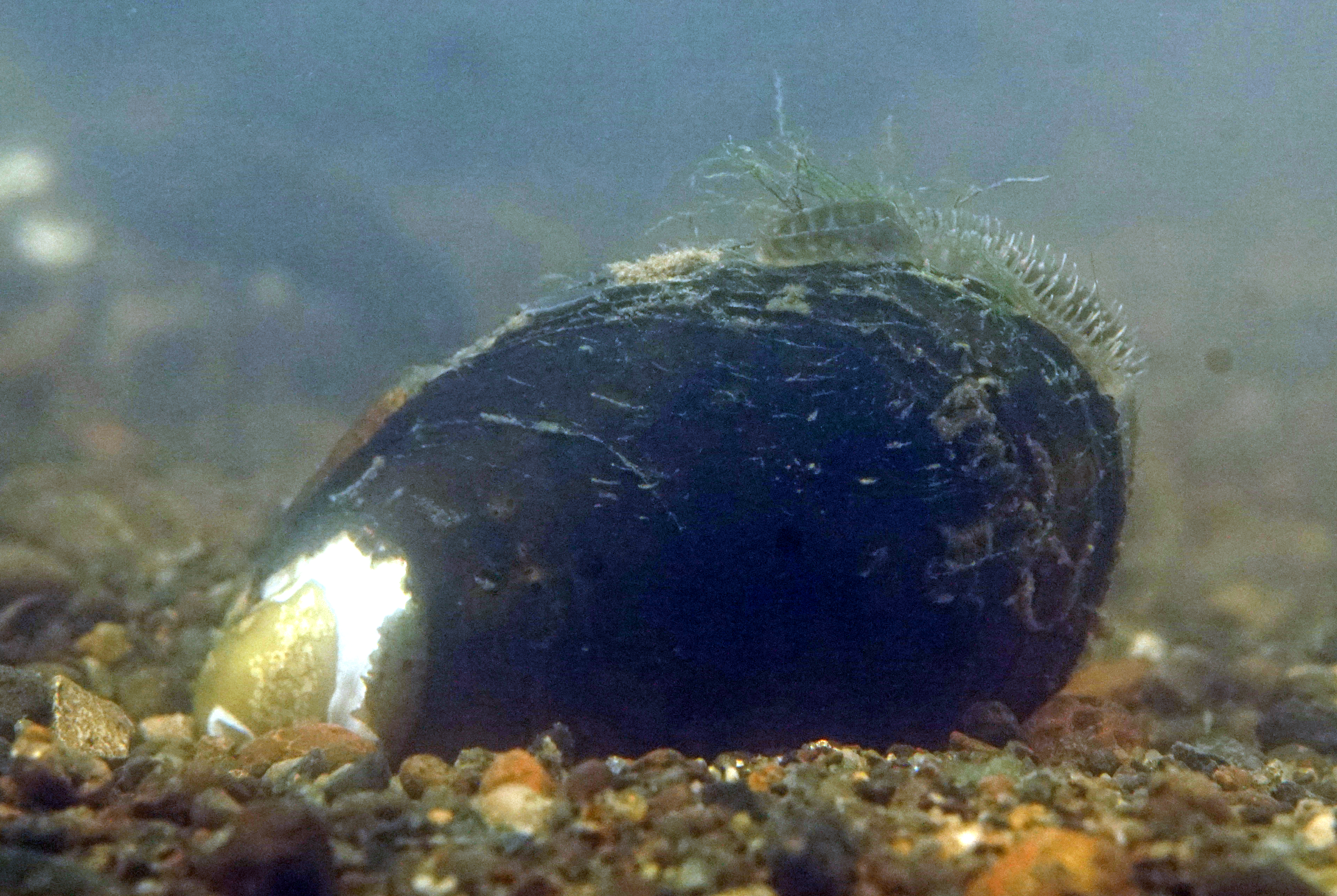
Bachmuschel in der Horloff

Wie alle Muscheln besitzt die Bachmuschel eine Schale mit zwei Klappen und einem kräftigen Schließmuskel. Die Schale kann bis zu 10 cm lang sein. Die Kiemen dienen der Atmung und der Aufnahme von Schwebstoffen im Wasser. Bei Weibchen befinden sich in den Kiemen sogenannte Marsupien, Bruträume für Laich bzw. Larven. Der Fuß der Bachmuschel ist relativ kräftig, er dient zur Fortbewegung und zum Eingraben. Bei der eingegrabenen Bachmuschel ragt die Atemöffnung jedoch immer aus dem Boden.

## Fortpflanzung
Mit 3 bis 4 Jahren (nach anderen Autoren 4 bis 5 Jahren) sind Bachmuscheln geschlechtsreif und bleiben fast während ihres gesamten Lebens fortpflanzungsfähig. Allerdings nimmt die Fruchtbarkeit in alten Populationen stark ab; es sind kaum noch junge Muscheln zu finden. Frühjahr bis Anfang Sommer ist Fortpflanzungszeit. Die Männchen geben das Sperma ins Wasser ab, wo es von den Weibchen durch die Kiemen aufgenommen wird. Der Laich des Weibchens befindet sich in so genannten Marsupien, die ebenfalls in den Kiemen liegen. Die Entwicklung der Larven kann, je nach Wassertemperatur, zwischen 3 und 6 Wochen variieren.
Zwischen April und spätestens Anfang August, normal Ende Juli, werden die Larven einzeln oder in Gruppen aus den Kiemen herausgelassen, dann setzen sie sich als etwa 0,2 mm große Glochidien in den Kiemen bestimmter Fischarten als Parasiten fest. Besonders geeignete Wirtsfische sind Döbel, Elritze, und Rotfeder; unter Umständen geeignet sind Aland, Groppe, Stichling  und Nase. Je nach Temperatur und Wirtsfischart entwickeln sich die Glochidien in den Kiemen innerhalb von 350–930 Tagesgraden zu fertigen Jungmuscheln. Die Jungmuscheln verlassen die Kiemen und graben sich ins Substrat ein, wo sie 1–3 Jahre verbringen, bevor sie als adulte Muscheln wieder an der Substratoberfläche erscheinen.
In unverschmutzten Gewässern können Bachmuscheln bis zu 50 Jahre alt werden.

## Gefährdung und Schutz
Bis in den Anfang des 20. Jahrhunderts war die Bachmuschel eine sehr häufige Art, ging jedoch dann sehr schnell zurück. Ursachen sind neben den natürlichen Feinden wie der Bisamratte (die vom Menschen eingebürgert wurde) vor allem künstliche Düngemittel, die z. B. über Drainagen in die Gewässer eingeleitet werden. So wurden in manchen Bundesländern um die 90 % des Bestandes ausgerottet. Die übrigen Populationen bestehen oft überwiegend oder sogar vollständig aus älteren Tieren (im Vergleich zum erreichbaren Lebensalter der jeweiligen Population). Dagegen fehlen junge Muscheln zum Teil fast vollständig in diesen Beständen und daher werden Verluste durch Mortalität nicht mehr oder nur ungenügend ausgeglichen. Die Nachzucht in Gefangenschaft gelingt, weshalb man immer wieder Jungtiere oder Fische mit Larven in den Kiemen aussetzt. Allerdings lässt sich der Erfolg dieser Maßnahmen nur schwer überprüfen.
Die Bachmuschel ist eine Art nach Anhang II und IV der Fauna-Flora-Habitat-Richtlinie und steht damit in der gesamten EU unter Schutz. Zudem ist sie in Deutschland eine nach dem Bundesnaturschutzgesetz besonders und streng geschützte Art. Darüber hinaus unterliegt sie gleichzeitig den Landesfischereigesetzen, die eine ganzjährige Schonzeit festlegen.
In der Internationalen Roten Liste (Red List of Threatened Species) der IUCN (International Union for Conservation of Nature; offiziell International Union for Conservation of Nature and Natural Resources; deutsch Internationale Union zur Bewahrung der Natur) wurde die Art 2011 von der Kategorie lower risk/near threatened (= Vorwarnstufe) nach endangered (= gefährdet) heraufgesetzt. In der Roten Liste Österreichs wird die Art als „vom Aussterben bedroht“ (CR) eingestuft.
Es werden teils Bestandsstützungsmaßnahmen für die Bachmuschel durchgeführt. An der Milz, einem Bach in Thüringen wurden von 1998 bis 2005 mehrere hunderttausend Bachmuschellarven in den Bach eingebracht. Dazu brachte man Bachmuschellarven, sogenannte Glochidien, im Labor in Elritzen ein und ließ sie im Bach frei. Die im Bach lebenden Bachmuscheln hatten sich nicht mehr fortgepflanzt, da Wirtsfische fehlten. Dazu entfernte man Querbauwerke im Bach und verbesserte die Wasserqualität.

## Systematik
Taxonomisch ist die Art nur ungenügend bearbeitet. Alleine in Deutschland werden jedoch mindestens drei Unterarten unterschieden, als diagnostische Merkmale dienen Schalenkennzeichen und geographische Verbreitung.
- Unio crassus crassus
- Unio crassus riparius
- Unio crassus cytherea

Ebenfalls in aktueller Literatur noch erwähnt werden Unio crassus nanus und Unio crassus forma maximus. Möglicherweise existieren noch weitere Unterarten als Lokalformen.